# تاسوره‌جان
تاسوره‌جان، روستایی از توابع بخش مرکزی شهرستان کرمانشاه در استان کرمانشاه ایران است

## جمعیت
این روستا در دهستان میان‌دربند قرار دارد و بر پایه سرشماری مرکز آمار ایران در سال ۱۳۸۵، جمعیت آن ۱۴۵ نفر (۳۶خانوار) بوده‌است.